# Rally del Portogallo 2011
Il Rally del Portogallo, che si è corso dal 24 al 27 marzo, è stato il terzo della stagione 2011 e ha registrato la vittoria di Sébastien Ogier.

## Risultati

### Classifica
| Pos         | Pilota               | Co-pilota           | Auto                     | Tempo     | Distacco | Punti    |
| Generale    | Generale             | Generale            | Generale                 | Generale  | Generale | Generale |
| ----------- | -------------------- | ------------------- | ------------------------ | --------- | -------- | -------- |
| 1.          | Sébastien Ogier      | Julien Ingrassia    | Citroën DS3 WRC          | 4:10:53.4 | 0.0      | 26       |
| 2.          | Sébastien Loeb       | Daniel Elena        | Citroën DS3 WRC          | 4:11:25.2 | 31.8     | 21       |
| 3.          | Jari-Matti Latvala   | Miikka Anttila      | Ford Fiesta RS WRC       | 4:14:15.5 | 3:22.1   | 17       |
| 4.          | Mikko Hirvonen       | Jarmo Lehtinen      | Ford Fiesta RS WRC       | 4:17:09.7 | 6:16.3   | 12       |
| 5.          | Matthew Wilson       | Scott Martin        | Ford Fiesta RS WRC       | 4:18:41.9 | 7:48.5   | 10       |
| 6.          | Petter Solberg       | Chris Patterson     | Citroën DS3 WRC          | 4:21:10.8 | 10:17.4  | 8        |
| 7.          | Kimi Räikkönen       | Kaj Lindström       | Citroën DS3 WRC          | 4:21:47.5 | 10:54.1  | 6        |
| 8.          | Federico Villagra    | Jorge Pérez Companc | Ford Fiesta RS WRC       | 4:22:32.2 | 11:38.8  | 4        |
| 9.          | Henning Solberg      | Ilka Minor          | Ford Fiesta RS WRC       | 4:25:09.8 | 14:16.4  | 2        |
| 10.         | Dennis Kuipers       | Frédéric Miclotte   | Ford Fiesta RS WRC       | 4:28:48.0 | 17:54.6  | 1        |
| PWRC        |                      |                     |                          |           |          |          |
| 1. (11.)    | Hayden Paddon        | John Kennard        | Subaru Impreza WRX STI   | 4:33:33.4 | 0.0      | 25       |
| 2. (15.)    | Jukka Ketomaki       | Kai Risberg         | Mitsubishi Lancer Evo X  | 4:41:13.3 | 7:39.9   | 18       |
| 3. (16.)    | Martin Semerád       | Michal Ernst        | Mitsubishi Lancer Evo IX | 4:42:46.0 | 9:12.6   | 15       |
| 4. (18.)    | Benito Guerra        | Borja Rozada        | Mitsubishi Lancer Evo X  | 4:47:12.7 | 13:39.3  | 12       |
| 5. (19.)    | Valeriy Gorban       | Sergey Larens       | Mitsubishi Lancer Evo IX | 4:47:16.7 | 13:43.3  | 10       |
| 6. (20.)    | Oleksandr Saliuk Jr. | Pavlo Cherepin      | Mitsubishi Lancer Evo IX | 4:48:10.9 | 14:37.5  | 8        |
| 7. (24.)    | Michał Kościuszko    | Maciek Szczepaniak  | Mitsubishi Lancer Evo X  | 4:53:02.0 | 19:28.6  | 6        |
| 8. (26.)    | Majed Al Shamsi      | Khaled Al Kendi     | Subaru Impreza WRX STI   | 4:54:17.3 | 20:43.9  | 4        |
| 9. (28.)    | Bader Al Jabri       | Stephen McAuley     | Subaru Impreza WRX STI   | 5:01:58.7 | 28:25.3  | 2        |
| 10. (29.)   | Patrik Flodin        | Göran Bergsten      | Subaru Impreza WRX STI   | 5:02:57.1 | 29:23.7  | 1        |
| WRC Academy |                      |                     |                          |           |          |          |
| 1.          | Egon Kaur            | Mait Laidvee        | Ford Fiesta R2           | 3:30:13.8 | 0.0      | 28       |
| 2.          | Victor Henriksson    | Joel Ardell         | Ford Fiesta R2           | 3:30:30.2 | 16.4     | 19       |
| 3.          | Christian Riedemann  | Michael Wenzel      | Ford Fiesta R2           | 3:33:45.0 | 3:31.2   | 15       |
| 4.          | Brendan Reeves       | Rhianon Smyth       | Ford Fiesta R2           | 3:34:57.2 | 4:43.4   | 12       |
| 5.          | Alastair Fisher      | Daniel Barritt      | Ford Fiesta R2           | 3:36:09.4 | 5:55.6   | 12       |
| 6.          | Miguel Baldoni       | Fernando Mussano    | Ford Fiesta R2           | 3:36:55.2 | 6:41.4   | 8        |
| 7.          | Andrea Crugnola      | Roberto Mometti     | Ford Fiesta R2           | 3:42:39.8 | 12:26.0  | 6        |
| 8.          | Molly Taylor         | Rebecca Smart       | Ford Fiesta R2           | 3:43:05.7 | 12:51.9  | 4        |
| 9.          | Matteo Brunello      | Michele Ferrara     | Ford Fiesta R2           | 3:51:43.2 | 21:29.4  | 2        |
| 10.         | Timo van den Marel   | Erwin Berkhof       | Ford Fiesta R2           | 4:11:05.6 | 40:51.8  | 1        |

### Prove speciali
| Giorno                   | Prova | Ora   | Nome                             | Lunghezza | Vincitore                          | Tempo   | V. media    | Leader del rally   |
| ------------------------ | ----- | ----- | -------------------------------- | --------- | ---------------------------------- | ------- | ----------- | ------------------ |
| Frazione 1 (24–25 marzo) | PS1   | 15:30 | SSS Lisboa                       | 3.27 km   | Mikko Hirvonen                     | 2:49.6  | 69.41 km/h  | Mikko Hirvonen     |
| Frazione 1 (24–25 marzo) | PS2   | 09:05 | Santa Clara 1                    | 22.99 km  | Petter Solberg                     | 14:03.5 | 98.12 km/h  | Mikko Hirvonen     |
| Frazione 1 (24–25 marzo) | PS3   | 09:53 | Ourique 1                        | 20.27 km  | Sébastien Loeb Sébastien Ogier     | 12:53.9 | 94.29 km/h  | Mikko Hirvonen     |
| Frazione 1 (24–25 marzo) | PS4   | 11:06 | Felizes 1                        | 21.31 km  | Sébastien Ogier                    | 13:25.4 | 95.25 km/h  | Sébastien Ogier    |
| Frazione 1 (24–25 marzo) | PS5   | 14:25 | Santa Clara 2                    | 22.99 km  | Sébastien Ogier Jari-Matti Latvala | 13:50.9 | 99.61 km/h  | Sébastien Ogier    |
| Frazione 1 (24–25 marzo) | PS6   | 15:13 | Ourique 2                        | 20.27 km  | Jari-Matti Latvala                 | 12:45.2 | 95.36 km/h  | Sébastien Ogier    |
| Frazione 1 (24–25 marzo) | PS7   | 16:26 | Felizes 2                        | 21.31 km  | Jari-Matti Latvala                 | 13:27.1 | 95.05 km/h  | Jari-Matti Latvala |
| Frazione 2 (26 marzo)    | PS8   | 10:17 | Almodovar 1                      | 26.23 km  | Sébastien Loeb                     | 16:12.8 | 97.07 km/h  | Jari-Matti Latvala |
| Frazione 2 (26 marzo)    | PS9   | 11:10 | Vascão 1                         | 25.26 km  | Petter Solberg                     | 16:25.9 | 92.24 km/h  | Jari-Matti Latvala |
| Frazione 2 (26 marzo)    | PS10  | 12:00 | Loulé 1                          | 22.56 km  | Sébastien Ogier                    | 15:31.6 | 87.18 km/h  | Sébastien Ogier    |
| Frazione 2 (26 marzo)    | PS11  | 15:02 | Almodovar 2                      | 26.23 km  | Sébastien Ogier                    | 15:59.6 | 98.40 km/h  | Sébastien Ogier    |
| Frazione 2 (26 marzo)    | PS12  | 15:55 | Vascão 2                         | 25.26 km  | Petter Solberg                     | 16:11.2 | 93.63 km/h  | Sébastien Ogier    |
| Frazione 2 (26 marzo)    | PS13  | 16:45 | Loulé 2                          | 22.56 km  | Petter Solberg                     | 15:13.6 | 88.90 km/h  | Sébastien Ogier    |
| Frazione 3 (27 marzo)    | PS14  | 07:34 | Silves 1                         | 21.39 km  | Mikko Hirvonen                     | 12:13.1 | 105.04 km/h | Sébastien Ogier    |
| Frazione 3 (27 marzo)    | PS15  | 08:27 | Santana da Serra 1               | 31.04 km  | Petter Solberg                     | 22:52.2 | 81.43 km/h  | Sébastien Ogier    |
| Frazione 3 (27 marzo)    | PS16  | 11:55 | Silves 2                         | 21.39 km  | Petter Solberg                     | 12:12.5 | 105.12 km/h | Sébastien Ogier    |
| Frazione 3 (27 marzo)    | PS17  | 16:11 | Santana da Serra 2 (Power stage) | 31.04 km  | Sébastien Loeb                     | 22:35.9 | 82.41 km/h  | Sébastien Ogier    |

### Power Stage
| Pos | Pilota             | Tempo   | Distacco | V. media   | Punti |
| --- | ------------------ | ------- | -------- | ---------- | ----- |
| 1   | Sébastien Loeb     | 22:35.9 | 0.0      | 82.41 km/h | 3     |
| 2   | Jari-Matti Latvala | 22:37.6 | +1.7     | 82.31 km/h | 2     |
| 3   | Sébastien Ogier    | 22:40.0 | +4.1     | 82.16 km/h | 1     |

## Classifiche Mondiali

### Piloti
| Pos | Pilota               | Punti |
| --- | -------------------- | ----- |
| 1   | Mikko Hirvonen       | 58    |
| 2   | Sébastien Loeb       | 58    |
| 3   | Jari-Matti Latvala   | 48    |
| 4   | Sébastien Ogier      | 41    |
| 5   | Petter Solberg       | 31    |
| 6   | Mads Østberg         | 28    |
| 7   | Matthew Wilson       | 12    |
| 8   | Henning Solberg      | 10    |
| 9   | Kimi Räikkönen       | 10    |
| 10  | Per-Gunnar Andersson | 6     |
| =   | Martin Prokop        | 6     |
| 12  | Federico Villagra    | 6     |
| 13  | Juho Hänninen        | 4     |
| 14  | Khalid Al Qassimi    | 1     |
| =   | Dennis Kuipers       | 1     |
| =   | Ott Tänak            | 1     |

### Costruttori
| Pos | Team                                  | Punti |
| --- | ------------------------------------- | ----- |
| 1   | Ford Abu Dhabi World Rally Team       | 100   |
| 2   | Citroën Total World Rally Team        | 90    |
| 3   | M-Sport Stobart Ford World Rally Team | 40    |
| 4   | Petter Solberg World Rally Team       | 22    |
| 5   | ICE 1 Racing                          | 16    |
| 6   | Munchi's Ford World Rally Team        | 12    |
| 7   | Team Abu Dhabi                        | 7     |
| 8   | FERM Power Tools World Rally Team     | 6     |
| =   | Monster World Rally Team              | 6     |

### Piloti P-WRC
| Pos | Pilota               | Punti |
| --- | -------------------- | ----- |
| 1   | Martin Semerád       | 40    |
| 2   | Hayden Paddon        | 25    |
| 3   | Valeriy Gorban       | 22    |
| 4   | Jukka Ketomäki       | 18    |
| =   | Yuriy Protasov       | 18    |
| 6   | Nicolàs Fuchs        | 15    |
| 7   | Oleksandr Saliuk Jr. | 14    |
| 8   | Benito Guerra        | 12    |
| 9   | Gianluca Linari      | 10    |
| 10  | Dmitry Tagirov       | 8     |
| 11  | Majed Al Shamsi      | 8     |
| 12  | Michał Kościuszko    | 6     |
| 13  | Bader Al Jabri       | 2     |
| 14  | Patrik Flodin        | 1     |

### Piloti WRC Academy
| Pos | Pilota              | Punti |
| --- | ------------------- | ----- |
| 1   | Egon Kaur           | 28    |
| 2   | Victor Henriksson   | 19    |
| 3   | Christian Riedemann | 15    |
| 4   | Brendan Reeves      | 12    |
| 5   | Alastair Fisher     | 12    |
| 6   | Miguel Baldoni      | 8     |
| 7   | Andrea Crugnola     | 6     |
| 8   | Craig Breen         | 5     |
| 9   | Molly Taylor        | 4     |
| 10  | Matteo Brunello     | 2     |
| 11  | Timo van den Marel  | 1     |
| 12  | Fredrik Åhlin       | 1     |
| =   | Yeray Lemes         | 1     |